# Big Boys Don’t Cry
Big Boys Don’t Cry – trzeci singel promujący debiutancki album niemieckiego zespołu Blue System, Walking on a Rainbow. Ukazał się tylko w Skandynawii. Zawiera krótką wersję „Big Boys Don’t Cry” i dynamiczny „G.T.O.”. Singel został wydany w 1988 roku przez wytwórnię Mega Records. Równolegle wydane zostały single Locomotion Tango zespołu Modern Talking i Good Guys Only Win in Movies wokalistki C.C. Catch.

## Lista utworów
7" (wydanie Skandynawskie)(Mega Records MRCS 2305) – rok 1988
| 1. | „Big Boys Don’t Cry” | 3:11  |
|    |                      |       |
| 2. | „G.T.O.”             | 3:28  |
|    |                      |       |
|    |                      | 06:39 |
|    |                      |       |

## Autorzy
- Muzyka: Dieter Bohlen
- Autor Tekstów: Dieter Bohlen
- Wokalista: Dieter Bohlen
- Producent: Dieter Bohlen
- Aranżacja: Dieter Bohlen
- Współproducent: Luis Rodriguez